# Rubén Rochina
Rubén Rochina Naixes (* 23. März 1991 in Sagunt, Provinz Valencia) ist ein spanischer Fußballspieler. Der Stürmer spielte in der Jugend für den FC Barcelona und stand zuletzt bis Sommer 2023 beim FC Granada unter Vertrag.

## Vereinskarriere
Rochina stieß im Jahr 2004 von der Jugend des FC Valencia zum FC Barcelona. Rochina spielte zunächst auf der linken Außenbahn beim FC Barcelona, konnte aber dort nicht sein ganzes Potenzial abrufen. Erst als er in der Saison 2006/07 als Mittelstürmer aufgestellt wurde, fiel er in den Jugendmannschaften durch eine beeindruckende Torquote auf. Zur Saison 2008/09 wurde Rochina in die Reservemannschaft des FC Barcelona berufen, spielte aber bis 2010 weiterhin auch für die A-Jugend. Mit der A-Jugend gewann er in der Saison 2008/09 die spanische Meisterschaft. Ein Jahr später stieg er mit Barça B in die Segunda División auf, wenngleich er in der Spielzeit nur drei Ligaspiele für das Team bestritt.
Im Januar 2011 wechselte Rochina für eine Ablöse von 450.000 € zu den Blackburn Rovers. Der FC Barcelona besitzt bei einem möglichen Verkauf Rochinas ein Vorkaufsrecht.
In der Rückrunde der Saison 2012/13 spielte er auf Leihbasis für Real Zaragoza und erzielte dort in 15 Spielen ein Tor.
In der Winterpause der Saison 2013/14 ging er für ein halbes Jahr auf Leihbasis zurück nach Spanien. Er schloss sich Rayo Vallecano an. Der spanische Erstligist besaß für Rochina eine Kaufoption, zog diese allerdings nicht.
2014 wechselte er zum FC Granada.
Nach zwei Jahren ging er nach Russland zu Rubin Kasan, bevor er nach zwei weiteren Jahren zu UD Levante wechselte. Bei Levante stand der Spanier drei Jahre unter Vertrag, im Sommer 2021 schloss er sich seinem ehemaligen Verein FC Granada an.

## Nationalmannschaftskarriere
Mit der spanischen U-17-Nationalmannschaft wurde Rubén bei der EM 2008 Europameister. Mit Ausnahme des ersten Spiels, das er aufgrund einer Sperre verpasste, wirkte Rochina in jedem Spiel mit. Insgesamt erzielte Rochina in diesem Turnier zwei Tore, beide während der Gruppenphase im Spiel gegen Irland (3:1). Anschließend wurde Rochina in die Elf des Turniers gewählt.
Zwei Jahre später wurde er mit der U-19-Auswahl seines Landes Vize-Europameister bei dem Turnier in Frankreich. Dabei kam Rochina jedoch nicht über die Rolle des Jokers hinaus und kam in fünf Spielen zu einem Torerfolg. Einzig im letzten Gruppenspiel gegen Italien (3:0) stand er in der Startelf und erzielte dort das Führungstor. Bereits in der finalen Qualifikation für diese EM konnte er in drei Spielen drei Tore beisteuern.

## Erfolge
- Aufstieg in die Primera División: 2023
- Aufstieg in die Segunda División: 2010
- U-17-Europameister: 2008
- U-19-Vize-Europameister: 2010